# Beangrowers
Beangrowers – maltański zespół rockowy. Zespół tworzą Ian Schranz (śpiew, perkusja), Mark Sansonei (gitara basowa) i Alison Galea (śpiew, gitara, instrumenty klawiszowe).

## Dyskografia
Albumy
- 48K, czerwiec 1999]
- Beangrowers, kwiecień 2001
- Dance Dance Baby, październik 2004
- Not In A Million Lovers, kwiecień 2008

Single
- Astroboy, marzec 1999
- Genzora, lipiec 1999
- Jose Clemente, 1999 (Nowa Zelandia)
- Feel, maj 2000
- Teen Titans, kwiecień 2001
- This Year's Love, 2002
- You Are You Are, październik 2004
- I Like You, styczeń 2006 (Wielka Brytania)
- Not In A Million Lovers, kwiecień 2008